# 오야마 신칸센 종합 차량 센터
오야마 신칸센 차량 센터(일본어: 大山駅新幹線車両センター)는 일본 도치기현 오야마시에 있는 신칸센 차량 사업소이다.